# Daria ze Śląska
Daria ze Śląska, właśc. Daria Ryczek-Zając (ur. 21 sierpnia 1990 w Katowicach) – polska wokalistka, autorka tekstów, laureatka Fryderyków 2024 w kategoriach fonograficzny debiut roku i album roku indie pop.

## Życiorys

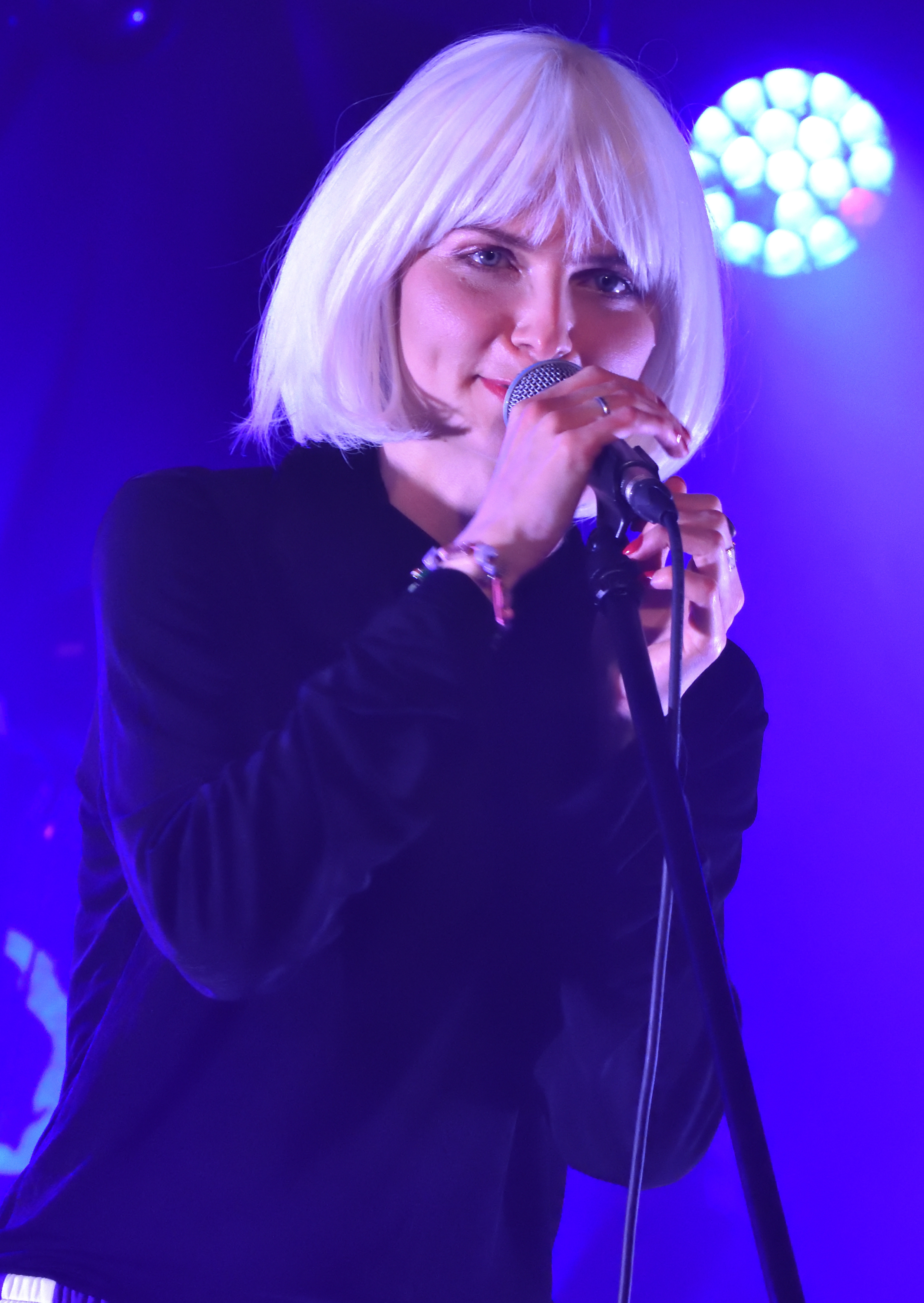
Daria ze Śląska podczas koncertu w 2024

Pochodzi z katowickiego Giszowca. Ukończyła studium stomatologiczne oraz studia historyczne na Uniwersytecie Śląskim w Katowicach. W 2015 roku rozpoczęła współpracę z Michałem Wajdzikiem-Radziejowskim, z którym współtworzyła trip-hopowy duet The Party is Over, w ramach którego uczestniczyła w programie Must Be The Music. Po zaangażowaniu się w projekt „Tak Brzmi Miasto” nawiązała współpracę z Agatą Trafalską, z którą współpracowała przy pierwszych tekstach. W 2022 roku wzięła udział w letniej trasie Korteza „Holiday Tour” oraz występowała na Męskim Graniu i festiwalu Great September. W 2023 wydała debiutancką płytę Tu była.

## Dyskografia

### Albumy studyjne
| Rok  | Album | Pozycja na liście |
| Rok  | Album | POL               |
| ---- | --- | ----------------- |
| 2023 | Tu była - Data: 21 kwietnia 2023 - Wydawca: Jazzboy Records - Format: CD, digital download, winyl           | 15                |
| 2024 | Na południu bez zmian - Data: 24 maja 2024 - Wydawca: Jazzboy Records - Format: CD, digital download, winyl | 6                 |

### Single
| Rok  | Tytuł                                 | Pozycja na liście | Certyfikat          | Album                 |
| Rok  | Tytuł                                 | LP3               | Certyfikat          | Album                 |
| ---- | ------------------------------------- | ----------------- | ------------------- | --------------------- |
| 2022 | „Falstart albo faul”                  | X                 | - ZPAV: złota płyta | Tu była               |
| 2022 | „Dziewczyna z tatuażem”               | X                 |                     | Tu była               |
| 2022 | „Chinatown”                           | X                 |                     | Tu była               |
| 2023 | „Kill Bill”                           | X                 |                     | Tu była               |
| 2023 | „Duch”                                | X                 |                     | Na południu bez zmian |
| 2023 | „To nie zabawa”                       | X                 |                     | Na południu bez zmian |
| 2023 | „Pamięć do złych słów” (gośc. Kortez) | X                 | - ZPAV: złota płyta | Na południu bez zmian |
| 2024 | „Taras”                               | X                 |                     | Na południu bez zmian |
| 2024 | „Mainstream”                          | 4                 |                     | Na południu bez zmian |
| 2024 | „Skacz ze mną na bombę” (gośc. Małpa) | –                 |                     | Na południu bez zmian |
| 2025 | "Trudno jest być sobą"                | 8                 |                     |                       |
| 2025 | "Aureola"                             | –                 |                     |                       |

## Nagrody i nominacje
| Rok  | Konkurs                             | Kategoria                     | Tytułem                 | Wynik     | Źródło |
| ---- | ----------------------------------- | ----------------------------- | ----------------------- | --------- | ------ |
| 2022 | Odkrycia Empiku                     | –                             | Daria ze Śląska         | Nominacja | [ 5 ]  |
| 2023 | Nagroda im. Grzegorza Ciechowskiego | –                             | Daria ze Śląska         | Laureatka | [ 5 ]  |
| 2024 | Nagroda im. Kazimierza Kutza        | –                             | Daria ze Śląska         | Nominacja | [ 17 ] |
| 2024 | Fryderyki 2024                      | Fonograficzny debiut roku     | Daria ze Śląska         | Laureatka | [ 18 ] |
| 2024 | Fryderyki 2024                      | Album Roku Indie Pop          | Tu była                 | Laureatka | [ 18 ] |
| 2025 | Fryderyki 2025                      | Album Roku Pop Alternatywny   | Na południu bez zmian   | Laureatka | [ 19 ] |
| 2025 | Fryderyki 2025                      | Singiel Roku Pop Alternatywny | "Skacz ze mną na bombę" | Nominacja | [ 19 ] |